# Transparență

Domeniul vizibil al undelor electromagnetice

Transparența este proprietatea unui material de a permite să fie străbătut de undele electromagnetice (razele de lumină).  Un exemplu de material complet transparent este sticla de fereastră.  Din punct de vedere etimologic termenul provine din limba latină, din prefixul trans - prin și cuvântul parere - apare.  
După gradul de transmitere al undelor electromagnetice, care este determinat de gradul de absobție al acestora de către atomii din structura materiei, astfel de materiale pot varia între complet transparent trecând prin stadiul intermediar de transparent translucid (lăptos) și ajungând  la opac, atunci când razele de lumină sunt complet absorbite. 